# Eastern blot
El eastern blot es una técnica bioquímica utilizada para analizar las modificaciones postraduccionales de proteínas, incluidas la adición de lípidos, fosfatos y glicoconjugados. Se utiliza con mayor frecuencia para detectar epítopos de carbohidratos. Por lo tanto, el Eastern Blot puede considerarse una extensión de la técnica bioquímica del Western Blot . Se han descrito múltiples técnicas con el término "eastern blot", la mayoría usa fosfoproteína transferida del gel de electroforesis en gel de poliacrilamida-dodecilsulfato de sodio (SDS-PAGE) a una membrana de fluoruro de polivinilideno o nitrocelulosa. Las proteínas transferidas se analizan en busca de modificaciones postraduccionales utilizando sondas que pueden detectar lípidos, carbohidratos, fosforilación o cualquier otra modificación de proteínas. El eastern blot debe usarse para referirse a los métodos que detectan sus objetivos a través de la interacción específica de las modificaciones postraduccionales y la sonda, distinguiéndolos de una far-western blot estándar. En principio, el eastern blot es similar al blot de lectinas (es decir, detección de epítopos de carbohidratos en proteínas o lípidos).

## Historia y múltiples definiciones
La definición del término eastern blot es un tanto confusa debido a que varios grupos de autores denominan un nuevo método como eastern blot o un derivado del mismo. Todas las definiciones son un derivado de la técnica de western blot desarrollada por Towbin en 1979. Las definiciones actuales se resumen a continuación en orden del primer uso del nombre; sin embargo, todos se basan en algunos trabajos anteriores. En algunos casos, la técnica había estado en práctica durante algún tiempo antes de la introducción del término.
- (1982) El término eastern blot fue específicamente rechazado por dos grupos separados: Reinhart y Malamud se refirieron a una transferencia de proteína de un gel nativo como native blot (transferencia nativa);[3] Peferoen et al., optaron por referirse a su método de extracción de proteínas separadas en gel de dodecilsulfato de sodio sobre nitrocelulosa utilizando vacío como Vacuum blotting (transferencia de vacío).[4][5]
- (1984) El Middle-eastern blot se ha descrito como una transferencia de ARN poliA (resuelto por agarosa) que luego se inmoviliza. El ARN inmovilizado luego se sondea usando ADN.[6]
- (1996) El Eastern-western blot fue utilizada por primera vez por Bogdanov et al.[7] El método implicó la transferencia de fosfolípidos en una membrana de fluoruro de polivinilideno o nitrocelulosa antes de la transferencia de proteínas a la misma membrana de nitrocelulosa mediante transferencia Western convencional y sondeo con anticuerpos específicos de conformación. Este método se basa en un trabajo anterior de Taki et al. en 1994, que originalmente llamaron transferencia TLC,[8] y se basó en un método similar introducido por Towbin en 1984.[9]
- (2000) El far-eastern blot parece haber sido nombrado por primera vez en 2000 por Ishikawa & Taki.[10] El método se describe con más detalle en el artículo sobre far-eastern blot, pero se basa en la tinción con anticuerpos o lectina de lípidos transferidos a membranas de fluoruro de polivinilideno.
- (2001) El Eastern blot se describió como una técnica para detectar glicoconjugados generados mediante transferencia de BSA en membranas de fluoruro de polivinilideno, seguido de tratamiento con peryodato. La proteína oxidada luego se trata con una mezcla compleja, generando un nuevo conjugado en la membrana. A continuación, se sondea la membrana con anticuerpos para los epítopos de interés.[11] Este método también ha sido discutido en un trabajo posterior por el mismo grupo.[12][13] El método es esencialmente un far-eastern blot.[14]
- (2002) También se ha utilizado el término Eastern blot para describir una inmunotransferencia realizada en proteínas transferidas a una membrana de fluoruro de polivinilideno de un gel PAGE con polaridad opuesta.[15] Dado que se trata esencialmente de un Western blot, se utilizó la inversión de carga para denominar a este método eastern blot .[16][17]
- (2005) Se ha utilizado el término Eastern blot para describir una transferencia de proteínas en una membrana de fluoruro de polivinilideno donde la sonda es un aptámero en lugar de un anticuerpo.[18] Esto podría verse como similar a un Southern blot, sin embargo, la interacción es entre una molécula de ADN (el aptámero) y una proteína, en lugar de dos moléculas de ADN.[19] El método es similar al southwestern blot .
- (2006) El eastern blot se ha utilizado para referirse a la detección de proteínas de fusión a través de la complementación. El nombre se basa en el uso de un activador enzimático (EA) como parte de la detección.[20][21]
- (2009) El término eastern blot ha sido rebautizado más recientemente por Thomas et al. como una técnica que analiza proteínas transferidas a una membrana de fluoruro de polivinilideno con lectinas, toxina del cólera y tinciones químicas para detectar proteínas glicosiladas, lipoiladas o fosforiladas.[14] Estos autores distinguen el método del far-eastern blot nombrado por Taki et al.[10] en el sentido de que utilizan sondas de lectina y otros reactivos de tinción.
- (2009) Se ha utilizado Eastern blot para describir una transferencia de proteínas en una membrana de nitrocelulosa donde la sonda es un aptámero en lugar de un anticuerpo.[22] El método es similar a un southwestern blot.
- (2011) Un estudio reciente utilizó el término eastern blot para describir la detección de glicoproteínas con lectinas como la concanavalina A[23]

Claramente, no existe una única definición aceptada del término. Un artículo destacado reciente entrevistó a Edwin Southern, creador del Southern blot, con respecto a un rebautizo de eastern blot de Tanaka et al. El artículo compara el eastern con "hadas, unicornios y un almuerzo gratis" y afirma que el eastern blot "no existe". El eastern blot se menciona en un libro de texto de inmunología que compara los métodos de transferencia comunes (Southern, northern y western) y establece que "El eastern blot, sin embargo, existe solo en las preguntas de las pruebas".
Los principios utilizados en el eastern blot para detectar glucanos se remontan al uso de lectinas para detectar la glicosilación de proteínas. El primer ejemplo de este modo de detección es Tanner y Anstee en 1976, donde se usaron lectinas para detectar proteínas glicosiladas aisladas de eritrocitos humanos. La detección específica de la glicosilación a través de la transferencia se suele denominar lectin blotting (blot de lectinas). H. Freeze ha proporcionado un resumen de las mejoras más recientes del protocolo.

## Aplicaciones
Una aplicación de la técnica incluye la detección de modificaciones de proteínas en dos especies bacterianas Ehrlichia - E. muris e IOE. La subunidad B de la toxina del cólera (que se une a los gangliósidos ), la concanavalina A (que detecta los glicanos que contienen manosa) y el nitrofosfo molibdato-metil verde (que detecta las fosfoproteínas) se utilizaron para detectar modificaciones proteicas. La técnica mostró que las proteínas antigénicas de la E.muris no virulenta están más modificadas postraduccionalmente que la IOE altamente virulenta.

## Significado
La mayoría de las proteínas que se traducen a partir de ARNm sufren modificaciones antes de volverse funcionales en las células. Estas modificaciones se conocen colectivamente como modificaciones postraduccionales . Las proteínas nacientes o plegadas, que son estables en condiciones fisiológicas, se someten luego a una batería de modificaciones específicas catalizadas por enzimas en las cadenas laterales o esqueletos.
Las modificaciones post-traduccionales de las proteínas puede incluir acetilación, acilación ( miristoilación, palmitoilación ), alquilación, arginilación, ADP-ribosilación, biotinilación, formilación, geranilgeranilación, glutamilación, glicosilación, glicilación, hidroxilación, isoprenilación, lipoilación, metilación, nitroalquilación, fosfopanteteinilación, fosforilación, prenilación, selenación, S-nitrosilación, succinilación, sulfatación, transglutaminación, sulfinilación, sulfonilación y ubiquitinación (sumoilación, nedilación).
Las modificaciones postraduccionales que ocurren en el extremo N de la cadena de aminoácidos juegan un papel importante en la translocación a través de las membranas biológicas. Estos incluyen proteínas secretoras en procariotas y eucariotas y también proteínas que están destinadas a ser incorporadas en varias membranas celulares y organelas tales como lisosomas, cloroplastos, mitocondrias y membranas plasmáticas. La expresión de proteínas postraducidas es importante en varias enfermedades.